# Kristína Peláková
Kristína Peláková, nota anche come Kristína (Svidník, 20 agosto 1987), è una cantante slovacca.
Ha rappresentato la Slovacchia all'Eurovision Song Contest 2010, classificandosi 16ª nella prima semifinale e non avanzando verso la finale.

## Biografia
Nata a Svidník, nell'allora Cecoslovacchia, iniziò a cantare, ballare e suonare il pianoforte in giovane età. Seguendo il consiglio dell'insegnante di musica studiò presso il conservatorio di Košice, dove entrò in contatto con il suo produttore, Martin Kavulič, che le fece firmare il primo contratto discografico con l'etichetta H.o.M.E. Production.
Nel 2007 pubblicò il primo singolo, Som tvoja, in collaborazione con il rapper Opak e in pochi anni raggiunse la fama a livello nazionale.
Nel 2010 partecipò all'Eurosong, la selezione nazionale slovacca per il rappresentante all'Eurovision Song Contest. Dopo aver vinto la competizione rappresentò la Slovacchia all'Eurovision Song Contest 2010 con Horehronie, dedicata all'omonima regione geografica slovacca. Classificatasi 16ª nella prima semifinale, non si qualificò per la finale. Nonostante ciò il video musicale della canzone è uno dei più visti sul canale ufficiale YouTube dell'evento.
Nel 2015 ha preso parte al Tanec snov in coppia con il ballerino Karol Kotlár.

## Discografia

### Album in studio
- 2008 – ....ešte váham
- 2010 – V sieti ťa mám
- 2012 – Na slnečnej strane sveta
- 2017 – Mat srdce
- 2020 – Snívanky

### Raccolte
- 2014 – Tie naj